# Кръстю Машев
Кръстю Машев е кмет на гр. Пазарджик през 1920 - 1921 г.
Завършва на 17 години трети клас в Пловдивската семинария. Преди Априлското въстание се свързва с Кочо Честименски, Панайот Волов и Захари Стоянов.
През 1921 г. е изготвен план за построяване на водноелектрическа централа. С въведената трудова повинност е построен пътят до Черногорово, както и канал от река Луда Яна. На остров Свобода е построен бюфет. Островът става любимо място на гражданите. Цар Фердинанд е искал острова, за да си построи дворец. Никой кмет не е разрешил това. Фердинанд така и не посещава Пазарджик.